# Andrej Jevgenyjevics Ivanov
Andrej Jevgenyjevics Ivanov (oroszul: Андрей Евгеньевич Иванов; Moszkva, 1967. április 6. – Moszkva, 2009. május 19.) szovjet és orosz válogatott labdarúgó.

## Pályafutása

### Klubcsapatban
Pályafutása során sok csapatban megfordult, így játszott többek között a Szpartak Moszkva, a CSZKA Moszkva, a Gyinamo Moszkva, az osztrák Tirol Innsbruck, a német Greuther Fürth, és a portugál FC Alverca együtteseiben.

### A válogatottban
1991-ben 2 alkalommal szerepelt a szovjet válogatottban. 1992-ben 2 mérkőzésen lépett pályára a FÁK válogatottjában és részt vett az 1992-es Európa-bajnokságon. 1992 és 1993 között 11 alkalommal játszott az orosz válogatottban.

## Halála
Miután befejezte a pályafutását kisiklott az élete és erős alkoholizmusban szenvedett. 2009-ben, 42 éves korában hunyt el tüdőgyulladás következtében.

## Sikerei, díjai
Szpartak Moszkva
- Szovjet bajnok (1): 1989
- Szovjet kupa (1): 1991–92
- Orosz bajnok (2): 1992, 1993